# Abermule with Llandyssil
Abermule with Llandyssil (en anglais) ou Aber-miwl gyda Llandysul (en gallois) est une communauté du Powys, au pays de Galles.

## Géographie
Comme son nom l'indique, la communauté d'Abermule with Llandyssil se compose des villages d'Abermule / Aber-miwl et Llandyssil / Llandysul (en). Elle comprend aussi le hameau de Llanmerewig (en). Elle se trouve dans le nord-est du Powys, dans le comté historique du Montgomeryshire, entre les villes de Newtown au sud-ouest et Montgomery au nord-est.

## Démographie
Au recensement de 2011, la communauté d'Abermule with Llandyssil comptait 1 527 habitants.